# Parvicincia belli
Parvicincia belli là một loài bướm đêm thuộc phân họ Arctiinae, họ Erebidae.